# Physcomitrium felipponei
Physcomitrium felipponei är en bladmossart som beskrevs av Thériot 1941. Physcomitrium felipponei ingår i släktet huvmossor, och familjen Funariaceae. Inga underarter finns listade i Catalogue of Life.